# Consonant palato-alveolar

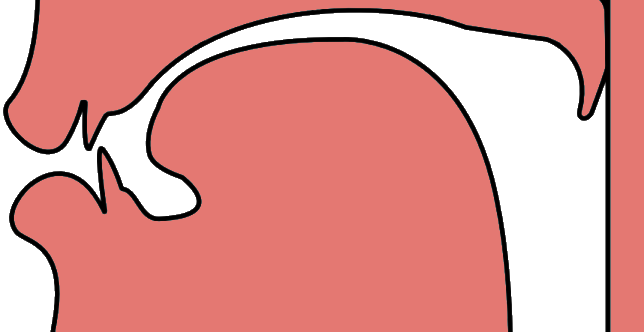
Fricativa post-alveolar (palato-alveolar)

Una consonant palato-alveolar, o més breument una palato-alveolar, designa, en fonètica articulatòria, una consonant el lloc d'articulació de la qual és a la unió entre els alvèols de la mandíbula superior i el paladar dur (consonant postalveolar). Es fa amb una llengua convexa i inflada en forma de cúpula, menys pròxima al paladar que per a una consonant palato-alveolar (per tant, amb un grau de palatalització més baix).
El català té les fricatives palato-alveolars [ ʃ ] (a la inicial de “ xarrup ") i [ ʒ ] (a la inicial de " jota ").

## Palato-alveolars de l'API
L'alfabet fonètic internacional enumera els següents palato-alveolars: 
| API | Descripció                                   | Exemple | Exemple    | Exemple        | Exemple    |
| --- | -------------------------------------------- | ------- | ---------- | -------------- | ---------- |
| API | Descripció                                   | Llengua | Ortografia | API            | Significat |
| ʃ   | Fricativa palato-alveolar sorda              | català  | xarrup     | [' ʃ a]        |            |
| ʒ   | Fricativa palato-alveolar sonora             | català  | jota       | [' ʒ ]         |            |
| t͡ʃ  | africada palato-alveolar sorda               | anglès  | church     | [' t͡ʃ ɜ ː t͡ʃ ] | Església   |
| d͡ʒ  | Africada palato-alveolar sonora              | Anglès  | gin        | [ d͡ʒ ɪ n]      | ginebra    |
| ʃʼ  | Consonant fricativa ejectiva palato-alveolar |         |            |                |            |